# یوهان فلمر
یوهان فلمر (به انگلیسی: Johann Flemer) (زادهٔ ۱۶ فوریهٔ ۱۸۸۸ - درگذشته ۱۲ اوت ۱۹۵۵) ژیمناست اهل کشور هلند بود.